# اوشن دولنه
اوشن دولنه (به لهستانی:  Osiny Dolne) یک روستا در لهستان است که در گمینا موکوبوده واقع شده‌است.